# Zbójnicka Skała

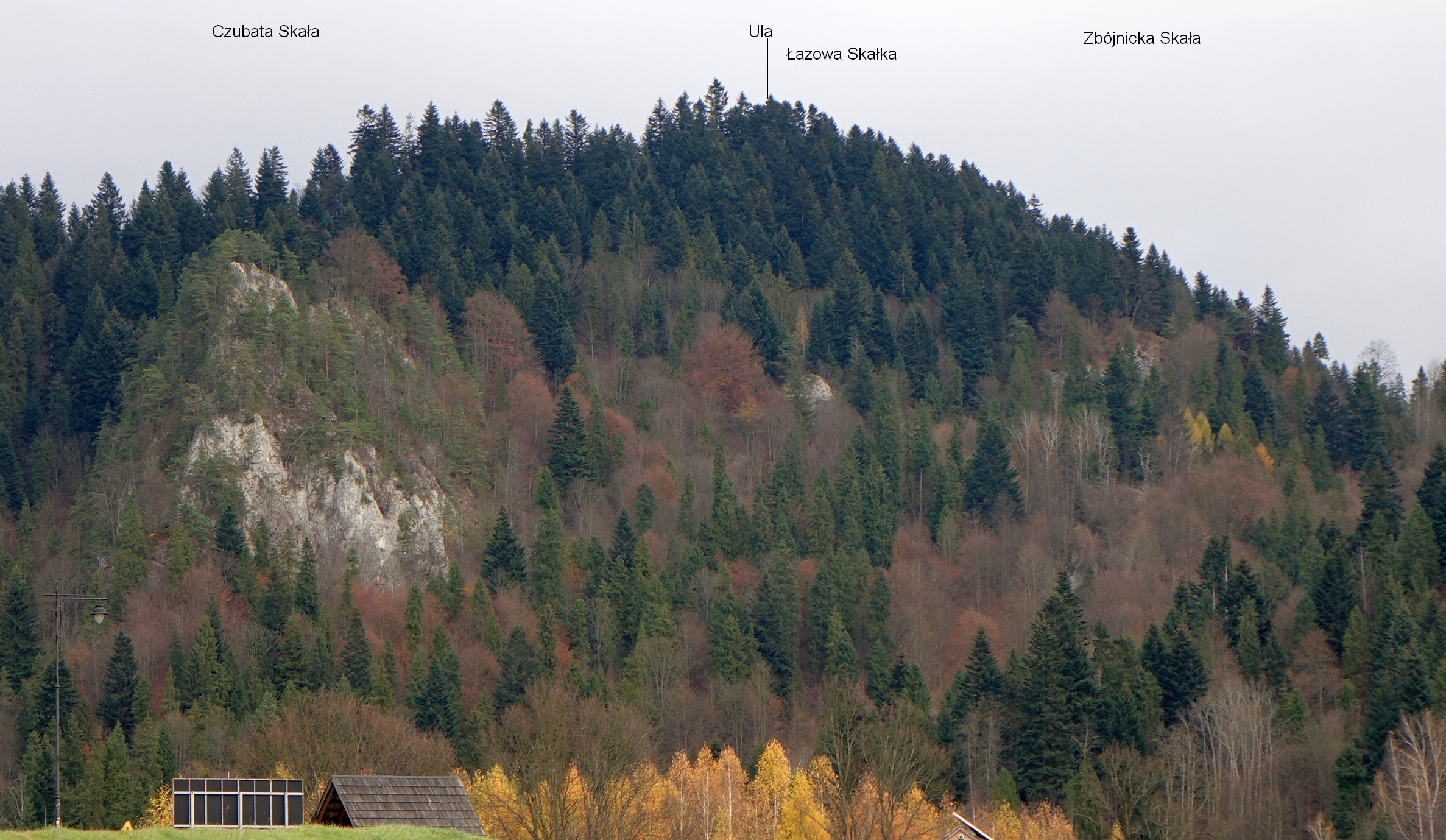
Widok z zapory w Niedzicy

Zbójnicka Skała – skała w Pieninach Czorsztyńskich. Znajduje się w południowo-zachodnim zboczu szczytu Ula, opadającym do trawiastej doliny Kąciki. W tym porośniętym lasem zboczu wznoszą się dwie wapienne skały: Łazowa Skałka i Zbójnicka Skała. Józef Nyka w swoim przewodniku turystycznym obydwie określa nazwą Zbójeckie Skałki. W Zbójnickiej Skale znajduje się jaskinia Zbójnicka Dziura
Zbójnicka Skała znajduje się w Pienińskim Parku Narodowym, we wsi Sromowce Wyżne w województwie małopolskim, w powiecie nowotarskim, w gminie Czorsztyn i nie prowadzi obok niej żaden szlak turystyczny.